# Xanadoses nielseni
Xanadoses nielseni är en fjärilsart som beskrevs av Robert J.B. Hoare och John S. Dugdale 2003. Xanadoses nielseni ingår i släktet Xanadoses och familjen Cecidosidae. Inga underarter finns listade i Catalogue of Life.